# Синяя линия (Чикаго)
Синяя линия (англ. Blue Line) (также называется O’Hare-Congress Line и West-Northwest Line) — линия Чикагского метрополитена.
Длина линии составляет 55,7 км. На линии располагаются 33 станции. Линия начинает свой маршрут со станции аэропорта «О’Хара» на западе города, далее пролегает через центр Чикаго и заканчивается на станции «Форест-парк» на западной окраине. Линия обслуживает приблизительно 186,796 человек ежедневно.
Синяя и Красная линии — единственные ветки Чикагского метрополитена, работающие 24 часа в сутки.

## История
Наиболее старый участок линии был открыт 6 мая 1985 года на западе города. До того, как линии Чикагского метрополитена стали делить по цветам, она называлась «Уэст-НосУэст Роут». Свой цвет участку присвоили в 1993 году.

## Происшествия
- 30 сентября 2013 года в 7:45 по местному времени на перегоне «Форест-парк» — «Гарлем» произошло столкновение двух поездов. В результате аварии пострадало 48 человек.[1]

- 24 марта 2014 года в 14:50 по местному времени, машинист поезда, заснула на перегоне «Розмонт» — «О’Хара», в результате чего состав выехал за пределы платформы и врезался в эскалатор. Пострадало 30 человек.[2]